# Lutgarda de Luxemburgo
Lutgarda de Luxemburgo, también conocida como Liutgardis, Liutgarde y Lutgard (955-c. 1003, o posiblemente más tarde), fue una noble germana del siglo X, hija de los condes de Luxemburgo —Sigfrido de Luxemburgo y Eduviges de Nordgau—, condesa consorte de Holanda y hermana de Cunegunda de Luxemburgo, a su vez casada con el emperador Enrique II del Sacro Imperio Romano Germánico.
Lutgarda se casó con Arnulfo de Holanda y tuvieron tres hijos:
1. Teodorico III de Holanda (980-1039), para quien actuó como regente en 993-1005;
2. Sigfrido de Holanda (985-1030), casado con Thetburga (985-?);
3. Adelina de Holanda (c. 1990-c. 1045), casada primero con Balduino II de Bolougne y luego con Enguerrand I de Ponthieu.

Como cuñada del emperador Enrique II, gozó de una gran influencia. Con su ayuda, se las arregló para mantener el condado en nombre de su hijo Teodorico III, en calidad de regente.
El 20 de septiembre de 993, Lutgarda donó sus propiedades en Rugge a la abadía de San Pedro de Gante por el alma de su esposo. De acuerdo con la crónica de Tietmaro, posiblemente en junio de 1005 firmó la paz con la Frisia occidental con la mediación del emperador  Enrique II.
La fecha de la muerte de Lutgarda no está clara a la vista de fuentes en conflicto, incluyendo los Annales Egmundani. Bien pudo haber sido en 1005 o incluso más tarde. Fue enterrada en la abadía de Egmond.